# Fluviphylax
Fluviphylax – rodzaj ryb karpieńcokształtnych z rodziny piękniczkowatych (Poeciliidae).

## Klasyfikacja
Gatunki zaliczane do tego rodzaju:
- Fluviphylax obscurus
- Fluviphylax palikur
- Fluviphylax pygmaeus
- Fluviphylax simplex
- Fluviphylax zonatus